# Ermita del Calvario (Villafranca del Cid)
La ermita del Calvario, localizada al final de la calle La Basa de Villafranca del Cid, en la comarca de [[Los Puertos de Morella|Los Puertos] es un lugar de culto católico catalogado como Bien de relevancia local, según la Disposición Adicional Quinta de la Ley 5/2007, de 9 de febrero, de la Generalidad Valenciana, de modificación de la Ley 4/1998, de 11 de junio, del Patrimonio Cultural Valenciano (DOCV Núm. 5.449 / 13/02/2007), con código identificativo: 12.02.129-015.

## Descripción
Se localiza al final del típico Calvario o Vía Crucis en forma de zig-zag, que sube un camino bordeado por cipreses hasta la cima donde se eleva una pequeña ermita, del siglo XVIII, dedicada a la Crucifixión de Jesús.
Su origen se debe a la intervención de un presbítero, Ignacio Peñarroya, que tenía como beneficio la parroquia de Vilafranca, destinando en 1733 el terreno de una finca de su propiedad, que se localizaba en un pequeño montículo sito a la derecha del antiguo camino de Ares y Castellfort, para que se construyera primero un calvario, y más tarde, en 1739 una ermita de reducidas dimensiones.